# Onthophagus avocetta
Onthophagus avocetta là một loài bọ cánh cứng trong họ Bọ hung (Scarabaeidae).